# 50 kilometer gång för herrar i friidrott vid olympiska sommarspelen 1980
50 kilometer gång för herrar vid olympiska sommarspelen 1980 i Moskva avgjordes 30 juli. 

## Medaljörer
| Gren       | Guld                         | Guld    | Silver                  | Silver  | Brons                             | Brons   |
| 50 km gång | Hartwig Gauder · Östtyskland | 3:49.24 | Jorge Llopart · Spanien | 3:51.25 | Jevgenij Ivtjenko · Sovjetunionen | 3:56.32 |

## Resultat
| Placering          | Gångare                     | Tid     | Notering |
| ------------------ | --------------------------- | ------- | -------- |
| 1                  | Hartwig Gauder (GDR)        | 3:49.24 |          |
| 2                  | Jordi Llopart (ESP)         | 3:51.25 |          |
| 3                  | Jevgenij Ivtjenko (URS)     | 3:56.32 |          |
| 4                  | Bengt Simonsen (SWE)        | 3:57.08 |          |
| 5                  | Vjatjeslav Fursov (URS)     | 3:58.32 |          |
| 6                  | Josep Marín (ESP)           | 4:03.08 |          |
| 7                  | Stanisław Rola (POL)        | 4:07.07 |          |
| 8                  | Willi Sawall (AUS)          | 4:08.25 |          |
| 9                  | László Sátor (HUN)          | 4:10.53 |          |
| 10                 | Pavol Blažek (TCH)          | 4:16.26 |          |
| 11                 | Ian Richards (GBR)          | 4:22:57 |          |
| 12                 | Aristidis Karageorgos (GRE) | 4:24:36 |          |
| 13                 | Juraj Benčík (TCH)          | 4:27:39 |          |
| 14                 | Enrique Peña (COL)          | 4:29:27 |          |
| 15                 | Ernesto Alfaro (COL)        | 4:46:28 |          |
| Kom ej i mål (DNF) |                             |         |          |
| —                  | Bo Gustafsson (SWE)         | DNF     |          |
| —                  | Bohdan Bułakowski (POL)     | DNF     |          |
| —                  | Daniel Bautista (MEX)       | DNF     |          |
| —                  | David Smith (AUS)           | DNF     |          |
| —                  | Gérard Lelièvre (FRA)       | DNF     |          |
| —                  | Martín Bermúdez (MEX)       | DNF     |          |
| —                  | Raúl González (MEX)         | DNF     |          |
| —                  | Reima Salonen (FIN)         | DNF     |          |
| DISQUALIFIED (DSQ) |                             |         |          |
| —                  | Boris Jakovlev (URS)        | DSQ     |          |
| —                  | Dietmar Meisch (GDR)        | DSQ     |          |
| —                  | Jaromír Vaňous (TCH)        | DSQ     |          |
| —                  | Uwe Dünkel (GDR)            | DSQ     |          |